# Полет 210 на „Белвю Еърлайнс“
Полет 210 на „Белвю Еърлайнс“ е редовен вътрешен пътнически полет от международното летище „Муртала Мухамед“, Лагос, до международното летище „Ннамди Азикиве“, Абуджа, Нигерия, управляван от „Белвю Еърлайнс“. На 22 октомври 2005 г. самолетът „Боинг 737-200“, който изпълнява полета, бързо и внезапно пада с предната си част, насочена надолу, и се разбива с висока скорост само няколко минути след излитане, като по този начин убива всички 111 пътници и 6 члена на екипажа на борда. Ударът в земята оставя кратер с дълбочина 9 метра и самолетът е напълно унищожен. Нито една основна част от него не остава непокътната от сблъсъка.
Произшествието е разследвано от нигерийските и американските власти. Няколко фактора са взети предвид като възможни причини за катастрофата, включително човешка грешка, метеорологични условия и саботаж. Разследването е възпрепятствано от липсата на физически доказателства на мястото на инцидента, причинено от високата скорост на самолета по време на удара и от плячкосването на останките след това. Полетните записващи устройства не са открити и не може да бъде направен съдебномедицински анализ на пилотите. В резултат на това разследването не успява да установи причината за катастрофата.
Катастрофата на полет 210 е първата сред поредица самолетни произшествия, които разтърсват Нигерия, след като същата година друг самолет при полет 1145 на „Сосолисо Еърлайнс“ се разбива и година по-късно още един катастрофира при полет 053 на „ADC Еърлайнс“. В отговор президент Олусегун Обасанджо обещава да преразгледа авиационния сектор. Повече от 7 години след това, след нова катастрофа в страната при полет 0992 на „Дана Еър“, се започват промени в националния авиационен сектор; авиационната безопасност на Нигерия се подобрява значително и страната запазва статуса на категория 1 за своята авиационна безопасност.
Правителството на щата Огун и федералното правителство на Нигерия построяват мемориална градина в град Лиза, но монументът е изоставен, след като президентът Олусегун Обасанджо напуска поста през 2007 г.